# Арийские и еврейские шахматы

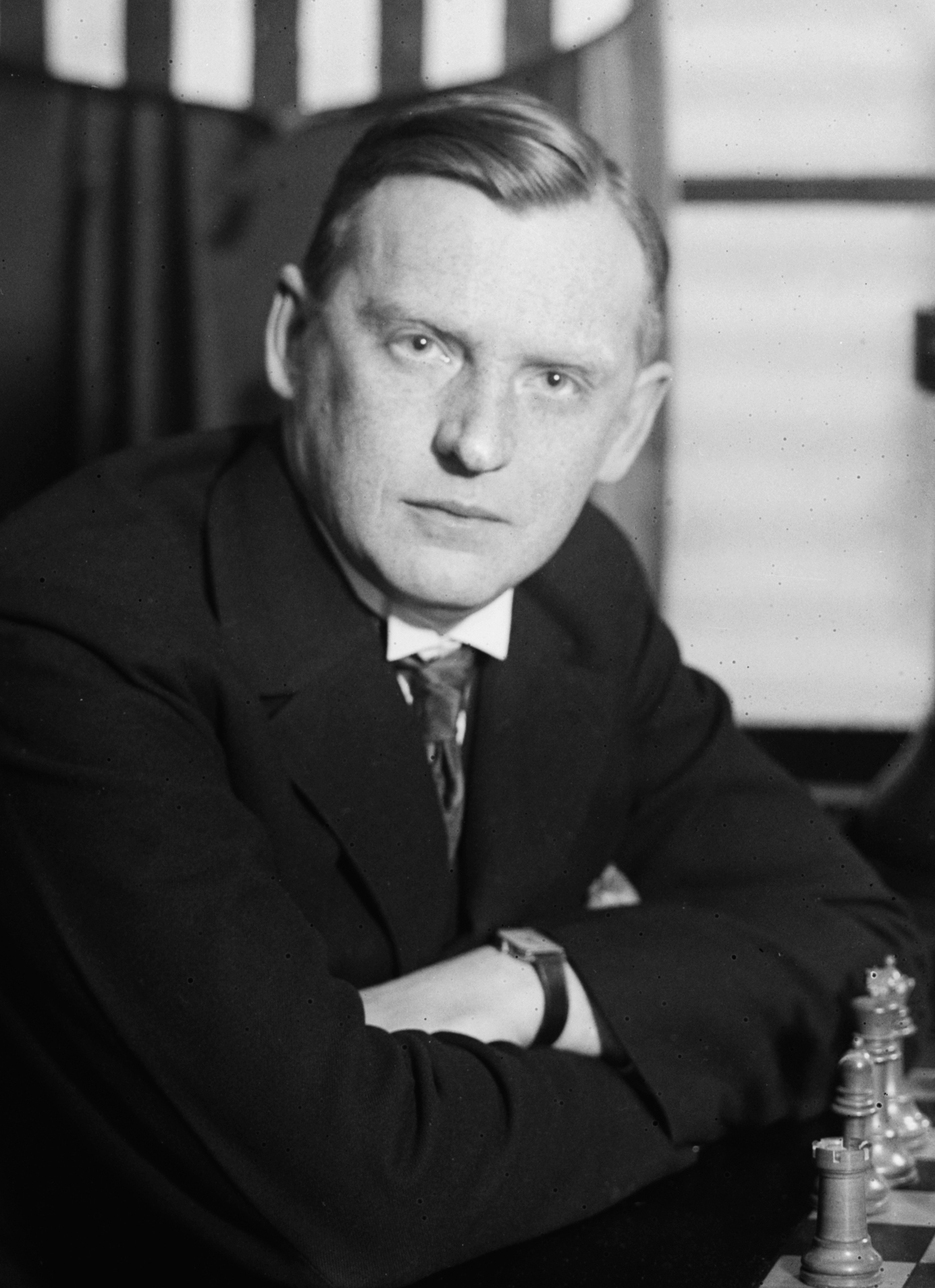
Александр Алехин

«Арийские и еврейские шахматы» (нем. Arisches und jüdisches Schach) — серия немецкоязычных  антисемитских статей, опубликованных с 18 по 23 марта 1941 года во время германской оккупации Франции в газете Pariser Zeitung за подписью четвёртого чемпиона мира по шахматам, русского и французского шахматиста Александра Алехина. В этих статьях история шахмат излагалась с точки зрения нацистской расовой теории, при этом обосновывалось положение, что для «арийских» шахмат характерна активная наступательная игра, а для «еврейских» — защита и выжидание ошибок соперника. С этих позиций ряд шахматистов еврейского происхождения подверглись резкой критике. Подобные рассуждения содержатся также в ряде интервью во время Второй мировой войны, а также в обзорах турниров, которые чемпион мира публиковал в Pariser Zeitung. После войны Алехин утверждал, что был вынужден написать текст для оккупационной газеты, чтобы получить разрешение на выезд, и что статьи в исходном виде не содержали антисемитских выпадов, но были полностью переписаны немцами.

## История

### Предыстория

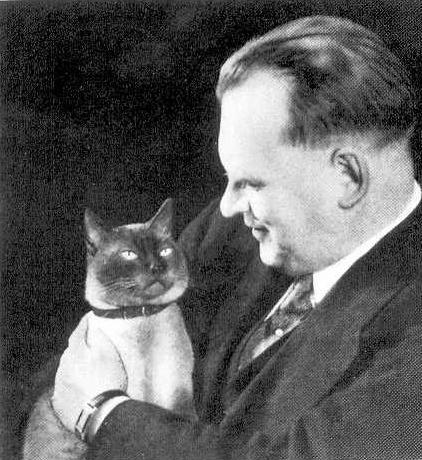
Алехин и его сиамский кот Чесс (Chess), 1936

В 1921 году Александр Алехин покинул Россию и переехал на постоянное место жительства во Францию, гражданином которой стал в 1925 году. В 1927 году он выиграл матч за звание чемпиона мира у считавшегося непобедимым кубинца Хосе Рауля Капабланки, ставшего в 1921 году чемпионом мира, и затем в течение нескольких лет доминировал в соревнованиях, выигрывая крупнейшие турниры своего времени с большим преимуществом над соперниками. Дважды, в 1929 и 1934 годах, Алехин защитил титул в матчах против Ефима Боголюбова, в 1935 году он проиграл матч будущему Президенту ФИДЕ Максу Эйве, но через два года победил в матче-реванше.
В августе — сентябре 1939 года Алехин принимал участие в составе сборной Франции в аргентинском Буэнос-Айресе на 8-й шахматной Олимпиаде. Во время проведения соревнований Германия вторглась в Польшу, началась Вторая мировая война. Алехин выступил по радио и в прессе с призывом бойкотировать немецкую команду. Там же Капабланка при поддержке местной шахматной федерации вызвал чемпиона мира на матч-реванш, но Алехин отказался, сославшись на то, что он как военнообязанный должен вернуться во Францию. В январе 1940 года Алехин с женой Грейс Висхар прибыли в Португалию, но уже через две недели перебрались во Францию. После нападения нацистской Германии на Францию Алехин, не подлежавший призыву по состоянию здоровья, вступил добровольцем во французскую армию, где служил в звании лейтенанта переводчиком (согласно другим данным, он был призван в роту управления по тыловому обеспечению как стажёр, не в офицерском звании). Когда военные действия закончились поражением Франции, Алехин покинул зону немецкой оккупации и поселился на юге страны. В 1940 году продолжились переговоры о матче с Капабланкой. Однако матч не состоялся, а в следующем году Капабланка умер. В открытом письме правительству Кубы, опубликованном в журнале Chess 8 апреля 1941 года, Алехин объяснял, что мог выехать в Португалию ещё в июле, но был вынужден вернуться с юга Франции в Париж, так как замок его жены в Нормандии рядом с Дьепом был разграблен сначала беженцами, а затем нацистами. Шахматный обозреватель, журналист и писатель Сергей Воронков в книге «Русский сфинкс» высказал мнение, что пойти на сближение с немецкими оккупационными властями Алехина вынудило беспокойство за судьбу замка, а также стремление получить визу для выезда в Португалию. Получив разрешение он уехал из Франции, а его жена осталась в замке с целью поддержания его сохранности и последующей продажи.

### Публикация и содержание

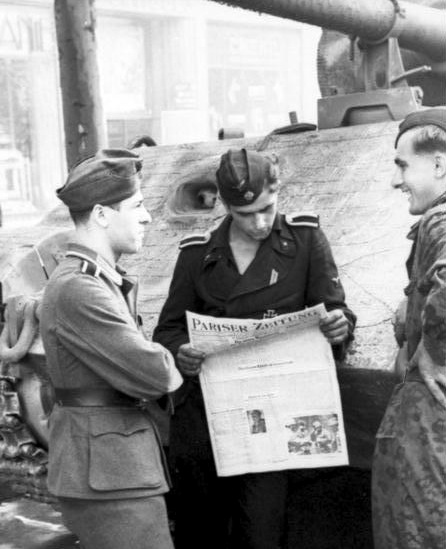
Танкист Waffen-SS читает Pariser Zeitung. Париж, 21 июня 1944 года

В начале войны Алехин сотрудничал с редакцией Pariser Zeitung (ежедневная французская оккупационная газета, выходившая с 15 января 1941 года по 16 августа 1944 года). Так, в 1941—1942 годах он помещал там свои комментарии об играх и заметки о шахматных турнирах. Это даже дало Воронкову право назвать такую деятельность фактическим ведением шахматной секции издания. 16 марта 1941 года Алехин привёл в ней партию, сыгранную им с Боголюбовым в Санкт-Петербурге в 1914 году. Незадолго до того, как Алехин повторно получил разрешение на выезд в Португалию, с 18 по 23 марта в Pariser Zeitung за его подписью была опубликована серия немецкоязычных антисемитских статей под общим названием «Арийские и еврейские шахматы» (нем. Arisches und judisches Schach), которые затем были перепечатаны в Deutsche Schachzeitung и других немецких журналах. В этих статьях история шахмат излагалась с точки зрения нацистской расовой теории, при этом обосновывалось положение, что для «арийских» шахмат характерна активная наступательная игра, а для «еврейских» — защита и выжидание ошибок соперника.
Что, собственно, представляют собой еврейские шахматы, еврейская шахматная мысль? На этот вопрос не трудно ответить: 1) материальные приобретения любой ценой; 2) приспособленчество, доведённое до крайности, которое стремится устранить всякую тень потенциальной опасности и поэтому раскрывает идею (если это вообще можно назвать идеей) защиты как таковой!.. Способны ли евреи как раса к шахматам? Имея тридцатилетний опыт, я бы ответил на этот вопрос так: да, евреи чрезвычайно способны к использованию шахмат, шахматной мысли и вытекающих из этого практических возможностей. Но подлинного еврейского шахматного художника до сих пор не было.
В качестве выдающихся представителей «арийского» стиля игры автор назвал следующих шахматистов: Франсуа-Андре Филидор, Луи Шарль де Лабурдоне, Адольф Андерсен, Пол Морфи, Михаил Чигорин, Гарри Пильсберри, Фрэнк Джеймс Маршалл, Рауль Капабланка, Ефим Боголюбов, Макс Эйве, Эрих Элисказес, Пауль Керес. Критике с расовых позиций были подвергнуты: Вильгельм Стейниц, Эммануил Ласкер, Давид Яновский, Карл Шлехтер, Акиба Рубинштейн, Арон Нимцович, Рихард Рети, Ройбен Файн, Саломон Флор и другие игроки еврейского происхождения. По оценке израильского филолога и историка Савелия Дудакова, вероятно больше всего обвинений прозвучало в адрес Рубинштейна, а глава посвящённая этому мастеру получила «чудовищное» название «Воспитанный в ненависти к „гоям“». Рубинштейн, по мысли автора, получивший еврейское образование, якобы с детства возненавидел представителей других народов и рассматривал свою шахматную деятельность как «миссию». Несмотря на критические выпады в отношении Ботвинника, общая оценка его личности сдержанна. Это можно объяснить особенностями характера близкими Алехину, отсутствием между ними личных счётов по причине молодости советского шахматиста, а также политическими реалиями времени публикации статей, когда ещё действовал пакт Молотова-Риббентропа между СССР и Третьим Рейхом.
В 1941—1943 годах Алехин участвовал в соревнованиях, организованных нацистским Шахматным союзом Великой Германии, что он впоследствии объяснял тем, что не имел других средств к существованию, и это было единственным способом сохранить остатки имущества жены и обеспечить ей самой защиту от репрессий, которые вполне могли коснуться американки еврейского происхождения. В интервью, данном после освобождения Парижа союзниками (декабрь 1944 года), Алехин говорил, что был вынужден написать статьи, чтобы получить разрешение на выезд, и что они в исходном виде не содержали антисемитских выпадов, но были полностью переписаны немцами. После войны в открытом письме, написанном в Мадриде 6 декабря 1945 года, организаторам лондонского турнира (1946) Алехин уточнил, что от оригинального текста остались только размышления о необходимости реконструкции ФИДЕ и критика теорий Стейница и Ласкера.
Мне в этих статьях принадлежат только высказывания о необходимости реконструкции Международной шахматной федерации и критическая оценка, написанная задолго до 1939 года, теорий Стейница и Ласкера. Не видя своих статей, я был удивлен, узнав о впечатлении, которое эти чисто профессиональные рассуждения произвели в Америке. Когда же я смог получить полное представление об этой галиматье, вышедшей из мозга, начинённого фашистскими идеями, я понял, что я повержен: я к тому времени был пленником фашизма, и наш единственный шанс был — хранить молчание перед всем миром. Эти годы разрушили моё здоровье и мои нервы, и я удивлён, что до сих пор ещё могу хорошо играть.
Однако позже были представлены доказательства противоречащие оправданиям чемпиона мира. Пабло Моран (Pablo Silvio Moran Santamaria), автор книги «А. Алехин: Агония шахматного гения» (A. Alekhine: Agony of a Chess Genius; 1989), нашёл в мадридской прессе два интервью, которые шахматист дал 3 сентября 1941 года. В них он поведал, что, по его мнению, шахматы представляют собой наступательный стиль игры, а защита является следствием допущенных ошибок. Однако это противоречит подходу «семитских» игроков, которые ориентируются на «идею чистой защиты», считая возможным выигрывать подобным образом. Он также пожаловался, что в США и Англии на него ополчились из-за «каких-то статей», опубликованных в немецкой прессе, а также за игры с офицерами вермахта. Дудаков акцентировал внимание на том, что Алехин утверждал, что он первый обратился к истории шахмат с расовых позиций. Однако, по мнению историка, это не совсем верно. Подобные рассуждения имели место и ранее. Он обратил внимание, что Алехин воспользовался некоторыми рассуждениями из статьи 1937 года «Некоторые творческие тенденции современности („Технический“ уклон)» двукратного чемпиона СССР Петра Романовского. В ней под видом критики «флоро-файновского» стиля в завуалированном виде содержится критика шахматистов-евреев. Кроме того, аналогичные рассуждения Алехин приводил не только в этих интервью, но и в других, а также в обзорах турниров, которые чемпион мира публиковал в Pariser Zeitung. Так, 16 декабря 1942 года в интервью чешскому журналу Svět он рассуждал о стиле еврейских игроков и заявил, в частности, что они нечестно, по-воровски себя ведут. Так, они не стремятся нанести решающий удар, способный привести к победе, а «без зазрения совести крадут одну фигуру за другой», в чём и проявляется их менталитет.
Жак де Моннье, утверждал, что в 1958 году видел черновики статей, написанных Алехиным собственноручно, которые Грейс Висхар перед смертью передала знакомому. Их публикация стала возможна с 2017 года, когда они перешли общественное достояние по французскому законодательству, но только с согласия наследников. Воронков указывал, что несмотря на звание одного из величайших шахматистов в истории, характер Алехина оставлял желать лучшего. В связи с этим он привёл мнение Эйве об инфантильности своего знаменитого противника: «за шахматной доской он был велик, вне шахмат, напротив, походил на мальчишку, который напроказил и по своей наивности полагает, что этого никто не видит». Кроме того, Воронков привёл суждение Альберта Бушке, высказанное после прочтения книги Морана. «Бетховен, несомненно был одним из величайших композиторов, но это не означает, что он был приятным человеком. Так почему нельзя признать, что Алехин был одним из величайших шахматистов, хотя человеком он был довольно скверным, что, я уверен подтвердят, все кто был с ним знаком. Зачем же обелять его?..» Дудаков высказал предположение, что антисемитские высказывания Алехин мог сделать и по личным соображениям. Так, он отметил, что среди «еврейских» шахматистов многие имели с ним лучшую разницу побед, или приблизительно равный счёт. Например первый российский чемпион мира уступал по общему количеству побед Ласкеру, Шлехтеру, Файну, Ботвиннику. В то же время, представленные в статьях как образец шахматной игры, Боголюбов, Элисказес, Керес и «мелкоскопический» Фридрих Земиш имели «катастрофический» счёт с Алехиным.
В целом в советской, где тема антисемитизма соотечественника замалчивалась и даже отрицалась, и российской прессе преобладала точка зрения, что статьи Алехина были подвергнуты искажениям в угоду антисемитской политике Третьего Рейха. В 1996 году биограф чемпиона мира Виктор Чарушин доказывал, что за переписыванием статей стоял австрийский шахматист и журналист, редактор Pariser Zeitung и ярый антисемит Теодор Гербец, умерший в 1945 году. В частности, Чарушин указывал на то, что русский чемпион хорошо владел немецким языком, а в статьях допущены ошибки в области шахмат, несвойственные обороты для Алехина. Чарушин привёл также мнение Э. Уинтера, В. Чащихина, которые пришли к выводу, что статьи были сфальсифицированы. В 1991 году в двух номерах журнала «64 — Шахматное обозрение» впервые на русском языке (перевод с немецкого А. Цитрина) были опубликованы «печально известные» статьи Алехина. При этом само название было изменено на «Еврейские и арийские шахматы». В послесловию к первому изданию первый советский чемпион мира Михаил Ботвинник указывал на то, что общее содержание статей в СССР было известно и ранее. Они нанесли чемпиону мира «моральный ущерб», однако «полного бойкота» со стороны шахматной общественности не последовало. В качестве доказательства Ботвинник привёл санкционирование с советской стороны проведение матча между Алехиным и ним. Кроме того, после этого 23 марта 1946 года последовало решение исполкома шахматной ассоциации Британии о проведении этого матча. По мнению Ботвинника, именно его вероятный противник за шахматную корону был автором статей. В качестве подтверждения этой точки зрения, он привёл два своих рассуждения. Во-первых, кроме Алехина никто бы не отважился создать «подобную ахинею». Кроме того, в случае чего тот мог заявить, что ничего подобного и не писал. Во-вторых, в статьях нет выпадов в отношении Ботвинника, с которым сохранялась перспектива чемпионского матча (по состоянию на весну 1941 года Германия и СССР находились в близких отношениях).
В 1994 году были опубликованы воспоминания российского юриста и общественного деятеля Оскара Грузенберга, где, среди прочего, приводилось свидетельство о том, что Алехин ещё до революции не скрывал своего черносотенства. Некоторые шахматисты-евреи вспоминали, что чемпион мира относился к ним хорошо и чем мог помогал.

#### Последующие события
В сентябре 1941 года Алехин занял второе место в турнире в Мюнхене, а до конца 1943 года принял участие ещё в семи турнирах в Германии и на оккупированных территориях. Четыре из них он выиграл, включая так называемый Чемпионат Европы в Мюнхене и чемпионат Генерал-губернаторства в Польше, прошедшие в 1942 году, ещё в трёх разделил первые места. Среди других шахматистов, игравших в турнирах в Третьем рейхе, были Керес, Боголюбов, Лундин, Штольц, Опоченский, Земиш и молодая восходящая звезда немецких шахмат Клаус Юнге. Несколько раз Алехин давал сеансы одновременной игры для офицеров вермахта.

В октябре 1943 года Алехин выехал на турнир в Испанию и больше не вернулся на оккупированные территории. Жена Алехина не получила разрешение на выезд и осталась во Франции до конца войны. В Испании Алехин жил в бедности. Он принял участие в нескольких турнирах, в основном занимая первые места, и выиграл небольшой матч у чемпиона Испании Рей Ардида. Алехин давал частные уроки 13-летнему вундеркинду Артурито Помару (впоследствии гроссмейстеру, неоднократному чемпиону Испании). Кроме этого, он выпустил сборник, куда вошли наиболее примечательные партии, сыгранные во время Второй мировой войны (всего — 117, 30 из них сыграны самим Алехиным). Последний турнир он сыграл осенью 1945 года в Касересе, заняв там второе место после Франсишку Люпи — чемпиона Португалии. В конце 1945 года Алехин был приглашён на турниры в Лондоне и Гастингсе, запланированные на будущий год, но приглашения вскоре были отозваны: Эйве и американские шахматисты (в первую очередь, Файн и Денкер) угрожали бойкотировать турнир, если в нём примет участие Алехин, из-за его сотрудничества с нацистами и статей в Pariser Zeitung. Алехин направил в оргкомитет лондонского турнира, а также в британскую и американскую шахматные федерации открытое письмо, в котором объяснял, что играть в турнирах в нацистской Германии он был вынужден из-за отсутствия средств, и прояснял свою позицию по антисемитским статьям, но ничего не добился. В ходе лондонского турнира группой шахматистов из стран-союзников был создан комитет по расследованию сотрудничества Алехина с нацистами, председателем которого стал Эйве. Предлагалось лишить Алехина звания чемпиона мира и объявить ему бойкот: не приглашать на турниры, не печатать его статей. Обсуждение велось без участия ФИДЕ. Единственным, кто высказался в пользу Алехина, был Савелий Тартаковер. В конце концов комитет решил передать вопрос на рассмотрение ФИДЕ. Алехину было предложено прибыть во Францию для рассмотрения его дела французской шахматной федерацией. Он подал документы для получения разрешения на въезд, но оно пришло уже после его смерти.

Надгробный памятник на могиле Алехина на парижском кладбище Монпарнас работы его друга, шахматиста Абрама Бараца (1956)

Позднее высказывались предположения, что организаторы бойкота стремились в том числе и к достижению собственных корыстных целей: в США было два вероятных кандидата на звание чемпиона мира — Решевский и Файн, а Эйве мог рассчитывать на то, чтобы быть провозглашённым чемпионом мира после лишения Алехина титула. С января 1946 года Алехин жил в португальском Эшториле. После известий о событиях в Лондоне Алехин вёл замкнутый образ жизни и общался в основном с португальским шахматистом Франсишку Люпи, который стал его близким другом. В феврале Алехин получил вызов от Ботвинника и дал согласие сыграть с ним матч в Лондоне. 23 марта 1946 года исполком ФИДЕ официально принял решение о проведении матча Алехин — Ботвинник, но утром 24 марта Алехин был найден мёртвым в своём гостиничном номере отеля «Парк». Существует несколько конспирологических версий, согласно которым Алехин был убит (скорее всего, отравлен), при этом обвиняют и западные, и советские спецслужбы.